# 钟香崇
钟香崇（1921年11月21日—2015年2月11日），男。中华人民共和国耐火材料專家、中國科學院院士，被称为是中华人民共和国的耐火材料之父。

## 生平
1921年11月生，原籍广东潮安，生于广东汕头。後赴英皇書院就讀，高考成績為四科優良的最佳成績，登報《南華早報》之上。
1941年毕业于香港大学。1941年12月，香港淪陷，離港赴英，獲英國文化協會獎學金留英研究耐火鋼鐵。1949年获英国里兹大学博士学位后回国工作，在1953年加入中国共产党；其参与科研、科教的数十年中专注于從事耐火材料相关工作，解決了平爐矽磚和高爐磚等技術問題，為當時恢復提高鋼鐵生產起了重要作用，后于1982年在洛阳耐火材料研究院设立中华人民共和国的第一个耐火材料专业硕士研究生学位点，于1985年在北京科技大学开始招收立中华人民共和国第一批博士研究生，于2000年，在郑州大学创建高温材料研究所。
2015年2月11日凌晨三點五十八分，因病在鄭州逝世，享年94歲。

## 荣誉[1]
- 1991年，當選為中國科學院院士（學部委員）。
- 1993年，被评为联合国国际耐火材料学术会议的杰出终身会员并任国际执行委员会委员。
- 1998年，当选为美国硅酸盐学会荣誉会士。
- 2000年，获何梁何利科技进步奖。
- 2011年，被中国金属学会授予“冶金科技终身成就奖”。
- 2011年，被联合国际耐火材料学术会议（UNITECR）授予“资深贡献者奖”（Senior Contributor Award）。